# هلينور برينغسون
هلينور برينغسون مواليد 6 يوليو 1982 في آيسلندا، هو لاعب كرة سلة أيسلندي. بدأ مسيرته الاحترافية في سنة 1997. يلعب مع ستيارنان في الدوري الأيسلندي لكرة السلة. يبلغ طوله 6 قدم 7 بوصة (2.0 م). لعب مع سندسفال دراغونز في الدوري السويدي لكرة السلة.

## روابط خارجية
- هلينور برينغسون على موقع الاتحاد الدولي لكرة السلة (الإنجليزية)
- هلينور برينغسون على موقع كرة السلة الأوروبية.كوم (الإنجليزية)
- هلينور برينغسون على موقع ريلجم (الإنجليزية)
- هلينور برينغسون على موقع بروبوليرز (الإنجليزية)